# Công tước xứ Moctezuma de Tultengo
Công tước xứ Moctezuma de Tultengo (tiếng Tây Ban Nha: Duque de Moctezuma de Tultengo) là tước hiệu cha truyền con nối của giới quý tộc Tây Ban Nha được nắm giữ bởi dòng dõi hậu duệ của Hoàng đế Moctezuma II (Tlatoani thứ 9, hoặc người cai trị Tenochtitlan), thông qua con trai của ông là Pedro de Moctezuma Tlacahuepan (ông là em trai cùng cha khác mẹ của Isabel Moctezuma). Kể từ năm 1766, tước hiệu này gắn liền với Grandeza de España, là một vinh dự cao nhất trong giới quý tộc Tây Ban Nha.
Con trai thứ 2 của Diego Luis, bá tước thứ 3 xứ Moctezuma là José Sarmiento de Valladares từng giữ chức Phó vương Tân Tây Ban Nha từ năm 1696 đến 1701, và được phong Công tước xứ Atrisco.

## Lịch sử

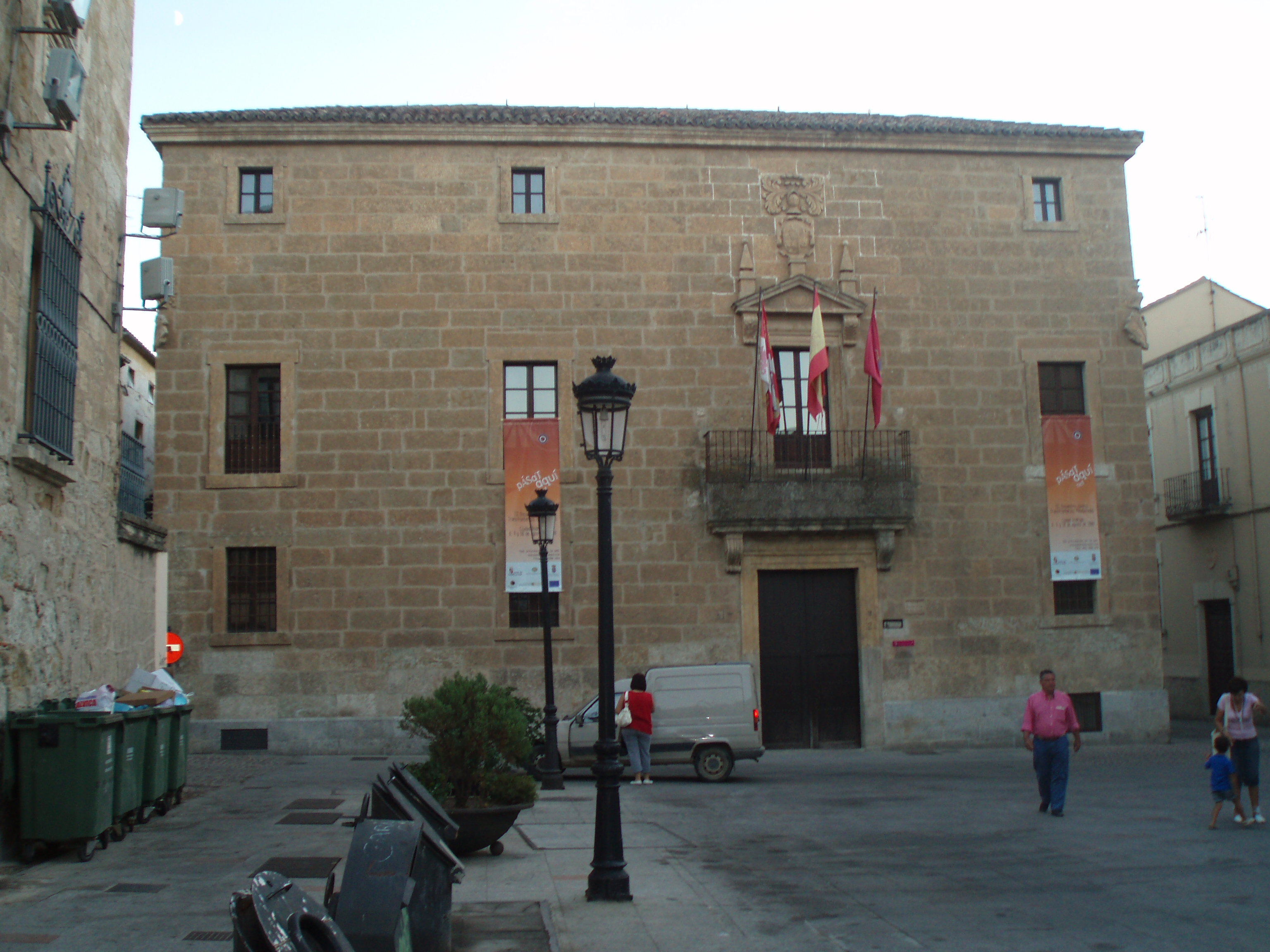
Cung điện Moctezuma, tọa lạc tại Ciudad Rodrigo, Salamanca, Tây Ban Nha, một trong nhiều cung điện được xây dựng bởi hậu duệ của Moctezuma II.

Tước hiệu ban đầu là Bá tước xứ Moctezuma, được Vua Felipe IV của Tây Ban Nha trao cho Pedro Tesifón Moctezuma de la Cueva, Tử tước xứ Ilucán thứ nhất, Lãnh chúa xứ Tula và Peza, một Hiệp sĩ dòng Santiago và là chắc trai của Hoàng đế Aztec Moctezuma II thông qua con trai ông là Pedro de Moctezuma Tlacahuepan và cháu trai Diego Luis Moctezuma (Ihuitl Temoc), cha của Pedro Tesifón Moctezuma de la Cueva, người đã đến Tây Ban Nha. Carlos II của Tây Ban Nha sau đó đã trao cho người thứ hai tước hiệu de Tultengo, ám chỉ một thị trấn ở bang Hidalgo của Mexico ngày nay, một phần tài sản thừa kế của con trai Moctezuma là Pedro. Tất cả những người nắm giữ tước vị tiếp theo từ 1635-1865 đều sử dụng tước hiệu "Bá tước xứ Moctezuma de Tultengo" cho đến khi de Tultengo được thăng cấp Công tước. Tước hiệu Công tước xứ Moctezuma (không bao gồm 'de Tultengo') được trao cho Antonio María Marcilla de Teruel-Moctezuma y Navarro, Bá tước thứ 14 xứ Moctezuma de Tultengo và Hầu tước thứ 11 xứ Tenebrón vào ngày 11 tháng 10 năm 1865 bởi Nữ vương Isabel II của Tây Ban Nha.
Người giữ tước hiệu hiện tại là Juan José Marcilla de Teruel-Moctezuma y Valcárcel, Công tước thứ 6 xứ Moctezuma de Tultengo. Cha của ông đã đảm nhận tước hiệu này và được vua Juan Carlos I của Tây Ban Nha phong lại tước vị de Tultengo vào năm 1992.